# Santiago Yosotiche
Santiago Yosotiche är en ort i Mexiko.   Den ligger i kommunen Putla Villa de Guerrero och delstaten Oaxaca, i den sydöstra delen av landet, 300 km söder om huvudstaden Mexico City. Santiago Yosotiche ligger 800 meter över havet och antalet invånare är 454.
Terrängen runt Santiago Yosotiche är kuperad åt sydväst, men åt nordost är den bergig. Runt Santiago Yosotiche är det ganska glesbefolkat, med 32 invånare per kvadratkilometer. Närmaste större samhälle är Putla Villa de Guerrero, 7,9 km väster om Santiago Yosotiche. I omgivningarna runt Santiago Yosotiche växer huvudsakligen savannskog.